# Euvarroa wongsirii
Euvarroa wongsirii es un ácaro causante de ectoparasitosis en la especie de abeja Apis andreniformis. El ácaro fue descrito en 1991 por 'Lekprayoon y Tangkanasing, quienes diferenciaron a esta Euvarroa de la especie Euvarroa sinhai que ataca a Apis florea. La especie fue dedicada al Prof. Dr. Siriwat Wongsiri, quien se trabaja en la Unidad de Investigaciones sobre abejas, de la Universidad de Chulalongkorn en Tailandia .
Se diferencian ambas especies porque Euvarroa wonsirii tiene una forma más de flecha que Euvarroa sinhai que es más oblongo. Hay autores que al género Euvarroa lo tratan como Varroa.